# Antonietta Grimaldi
Antonietta Grimaldi (nome completo in francese Antoinette Louise Alberte Suzanne; Parigi, 28 dicembre 1920 – La Colle, 18 marzo 2011) è stata principessa ereditaria di Monaco dal 1949, anno della salita al trono del fratello Ranieri III, al 1957, anno di nascita della nipote Carolina.

## Biografia

### I primi anni e la giovinezza

Francobollo raffigurante Charlotte Grimaldi ritratta da Philip de László

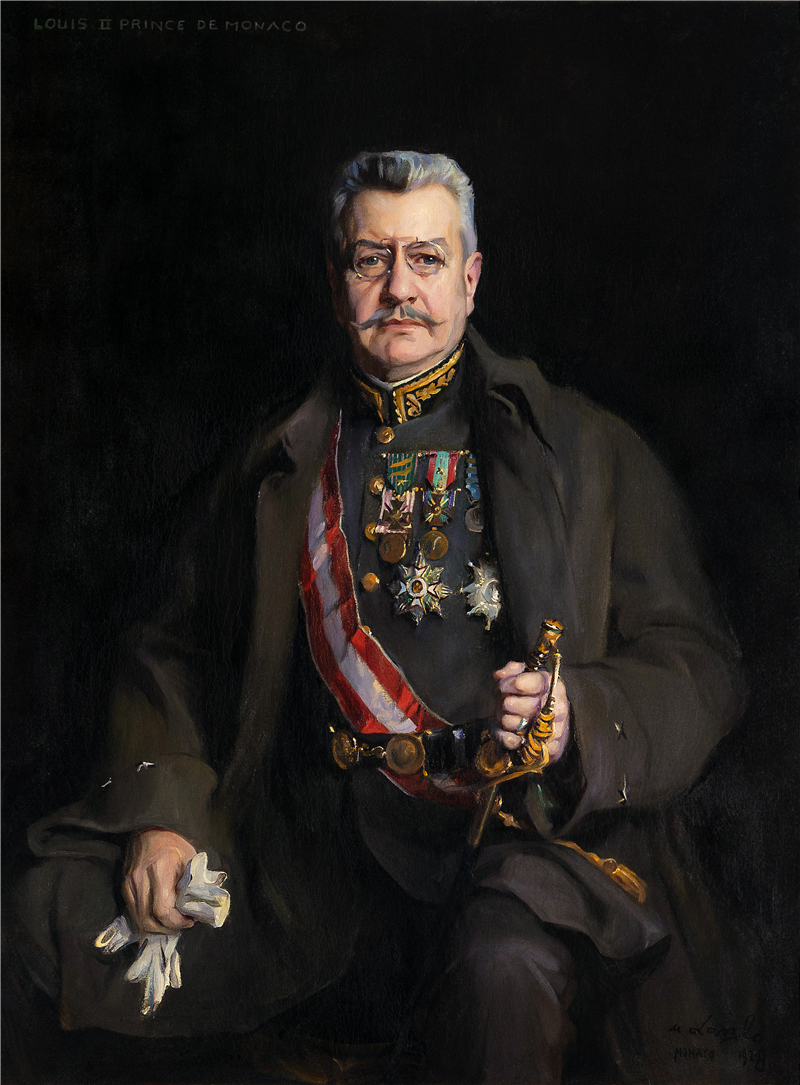
Un ritratto del principe Luigi II di Monaco custodito nel Palazzo dei Principi

Figlia della principessa Charlotte, erede al trono monegasco all'epoca della sua nascita, aveva il titolo di Altezza Serenissima, contessa di Polignac e baronessa di Massy (titolo creatole il 15 novembre 1951 dal fratello, da poco salito al trono).
Nel settembre del 1943 Antonietta, a 22 anni di età, voleva a tutti i costi sposare il tenente tedesco Winter, membro del corpo di truppe naziste che occuparono Le Rocher, ma il matrimonio non ebbe luogo per volontà del nonno, il principe Luigi II di Monaco: nonostante il principe simpatizzasse per i tedeschi, volle evitare discordie tra il suo popolo e la Francia. Per placare gli animi, Luigi II dispose, con sovrana risoluzione del 9 febbraio 1944, che non avrebbe acconsentito "a qualsiasi matrimonio della principessa per tutta la durata delle ostilità". I tedeschi non erano affatto entusiasti perché la bassa istruzione e le umili origini di Winter, figlio di un impiegato delle ferrovie, facevano dubitare che potesse avere in futuro un ruolo politico.

### Ruolo in società
Dal 1956, ovvero dal matrimonio del fratello Ranieri con Grace Kelly, Antonietta risiedeva nella sua villa di Èze-sur-Mer, in Francia. Fu presidente della Società protettrice degli animali del Principato di Monaco.
Dopo la guerra, la principessa visse un idillio amoroso col campione di tennis monegasco Alexandre Noghès (1916-1999) che sposò civilmente nel 1951 al consolato monegasco di Genova; la coppia divorziò nel 1954.
Questo stile di vita non convenzionale non le impedì ad ogni modo di interpretare il ruolo di "first lady del Principato" quando suo fratello salì al trono nel 1949. Dopo la rinuncia della madre nel 1944, infatti, era divenuta de facto la prima donna del principato. Negli anni '50, Antonietta venne coinvolta col figlio Christian in una serie di scandali come quello del crollo della Société de banque et des métaux précieux. Fino alla nascita della principessa Carolina nel 1957, la principessa non mancò di evidenziare l'eventuale disponibilità dei suoi figli ad ascendere al trono monegasco per evitare l'annessione alla Francia in mancanza di prole diretta del principe Ranieri. Quando nel 1953 Ranieri III si era detto intenzionato a sposare la fidanzata Gisèle Pascal, fu Antonietta una delle personalità che contribuirono a diffondere la voce che la futura principessa fosse sterile, verdetto poi comprovato anche da un team di medici e successivamente rivelatosi infondato.
Fu presidente della Société protectrice des animaux del principato e creò inoltre un'associazione per lo sviluppo della medicina alternativa.
Dal matrimonio del fratello nel 1956 fino alla fine della sua vita, la principessa Antoinette risiedette nella sua villa a Èze-sur-Mer, in Francia.
La principessa Antoinette era la più anziana esponente della famiglia Grimaldi dopo la morte di sua madre il 16 novembre 1977. Morì il 18 marzo 2011 all'età di 90 anni. Il funerale si svolse il 24 marzo 2011 nella Cattedrale Notre-Dame-Immaculée di Monaco, e venne sepolta nella Cappella della Pace, vicino a Place de la Visitation. Riposa accanto ai suoi genitori, il principe Pierre e la principessa Charlotte, sua figlia, Christine de Massy, e il suo ultimo marito, John Gilpin.

## Discendenza
Antonietta ebbe tre figli col primo marito; tuttavia la prole nacque prima del matrimonio, e pertanto erano considerati illegittimi:
- Élizabeth Ann Charlotte Mary Kathleen Dévote de Massy (Monaco, 3 luglio 1947 - Monaco, 10 giugno 2020). 
Si è sposata due volte: la prima volta a Monaco il 19 gennaio 1974 con il Barone Bernard Alexandre de Taubert-Natta (1941-1989), dal quale ha divorziato il 30 ottobre 1980; la seconda volta a Londra il 18 ottobre 1984 con Nicolai Vladimir Costello [de Lusignan] (1943), dal quale ha divorziato il 28 marzo 1985. Ha avuto un figlio dal primo marito e una figlia dal secondo:
  - Barone Jean-Léonard Taubert-Natta de Massy (1974), sposato il 25 aprile 2009 con Suzanne Chrimes; ha avuto un figlio, Melchior.
  - Melanie-Antoinette Costello de Massy (1985).
- Christian Louis Rainier Alexandre, Barone de Massy[1] (Monaco, 17 gennaio 1949). 
Si è sposato 4 volte: la prima volta il 14 novembre 1970 con María Marta Quintana y del Carril (1951), da cui divorzia nel 1978; la seconda volta l'11 settembre 1982 con Anne Michelle Lütken (1959-2001), da cui divorzia nel 1987; la terza volta nel 1992 con Julia Lakschin (1968), dalla quale divorzia nel 1995; la quarta volta con Cécile Irène Gelabale[2] (1968), originaria della Guadalupa, dalla quale divorzia nel 2015. Ha avuto una figlia dalla prima moglie e due figli (di cui il primo adottato) dalla quarta:
  - Leticia de Massy (1971), sposata il 3 settembre 2006 con il Jonkheer Thomas de Brouwer (1973), dal quale ha avuto due figli:
    - Jonkvrouw Rose de Brouwer (2008).
    - Jonkheer Sylvestre de Brouwer (2008).

  - Brice Souleyman Gelabale-de Massy (adottato) (1987).
  - Antoine Alexandre Denis de Massy (1997).[3][4]
- Christine Alix Mary Dévote de Massy (Monaco, 8 luglio 1951 - Nizza, 15 febbraio 1989). 
Si sposò 2 volte: la prima volta il 14 febbraio 1972 con Charles Wayne Knecht (1944), da cui divorzia nel 1976; la seconda volta il 25 marzo 1988 con Leon Leroy, matrimonio conclusosi con la sua morte, avvenuta a causa della leucemia nel 1989. Ha avuto un figlio dal primo marito:
  - Keith Sebastian Knecht de Massy (1972), sposato dal 1999 con Donatella Dugaginy, dalla quale ha avuto 4 figli:
    - Christine Knecht (2000).
    - Alexia Knecht (2001).
    - Vittoria Knecht (2007).
    - Andrea Knecht (2008).

Antonietta si sposò tre volte:
- nel 1951 col monegasco e campione di tennis Alexandre-Athenase Noghès (1916-1999), da cui divorziò nel 1954 (e padre dei suoi tre figli);
- nel 1961 col notaio monegasco Jean-Charles Rey (1914-1994), da cui divorziò nel 1973;
- nel 1983 col ballerino John Brian Gilpin (1930-1983), di dieci anni più giovane e morto dopo sole 6 settimane dal matrimonio.

Lo stato di principe/principessa si applicava ad Antonietta ma non ai suoi figli in quanto nati al di fuori del matrimonio, quindi nemmeno ai loro eredi.

## Titoli e trattamento
- 28 dicembre 1920 - 9 maggio 1949: Sua Altezza Serenissima, la principessa Antonietta di Monaco
- 9 maggio 1949 - 15 novembre 1951: Sua Altezza Serenissima, la principessa ereditaria di Monaco
- 15 novembre 1951 - 23 gennaio 1957: Sua Altezza Serenissima, la principessa ereditaria di Monaco, baronessa di Massy
- 23 gennaio 1957 - 18 marzo 2011: Sua Altezza Serenissima, la principessa Antonietta di Monaco, baronessa di Massy

## Ascendenza
|                                    |                     |                                          | Genitori                              |  |  | Nonni |  |  | Bisnonni                               |  |  | Trisnonni                               |  |
|                                    |                     |                                          |                                       |  |  |       |  |  | Conte Charles Marie Thomas de Polignac |  |  | Conte Camile Henri Melchior de Polignac |  |
|                                    |                     |                                          |                                       |  |  |       |  |  | Conte Charles Marie Thomas de Polignac |  |  | Conte Camile Henri Melchior de Polignac |  |
|                                    |                     | Marie Charlotte Le Vassor de La Touche   |                                       |  |  |       |  |  | Conte Charles Marie Thomas de Polignac |  |  |                                         |  |
| Conte Maxence Melchior de Polignac |                     |                                          |                                       |  |  |       |  |  | Conte Charles Marie Thomas de Polignac |  |  |                                         |  |
|                                    |                     | Caroline Joséphine Le Normand de Morando | Joseph Le Normand de Morando          |  |  |       |  |  |                                        |  |  |                                         |  |
|                                    |                     | Caroline Joséphine Le Normand de Morando | Joseph Le Normand de Morando          |  |  |       |  |  |                                        |  |  |                                         |  |
|                                    |                     | Caroline Joséphine Le Normand de Morando | Anne Papin de Thevigné                |  |  |       |  |  |                                        |  |  |                                         |  |
| Conte Pierre de Polignac           |                     | Caroline Joséphine Le Normand de Morando |                                       |  |  |       |  |  |                                        |  |  |                                         |  |
|                                    |                     | Isidoro Fernando de la Torre y Carsí     | Isidoro Francisco de la Torre         |  |  |       |  |  |                                        |  |  |                                         |  |
|                                    |                     | Isidoro Fernando de la Torre y Carsí     | Isidoro Francisco de la Torre         |  |  |       |  |  |                                        |  |  |                                         |  |
|                                    |                     | Isidoro Fernando de la Torre y Carsí     | Teresa Carsí                          |  |  |       |  |  |                                        |  |  |                                         |  |
| Susana Mariana de la Torre y Mier  |                     | Isidoro Fernando de la Torre y Carsí     |                                       |  |  |       |  |  |                                        |  |  |                                         |  |
|                                    |                     | Luisa de Mier y Celis                    | Gregorio de Mier y Terán              |  |  |       |  |  |                                        |  |  |                                         |  |
|                                    |                     | Luisa de Mier y Celis                    | Gregorio de Mier y Terán              |  |  |       |  |  |                                        |  |  |                                         |  |
|                                    |                     | Luisa de Mier y Celis                    | Mariana de Celis y Dosal              |  |  |       |  |  |                                        |  |  |                                         |  |
| Antonietta, Baronessa di Massy     |                     | Luisa de Mier y Celis                    |                                       |  |  |       |  |  |                                        |  |  |                                         |  |
|                                    | Alberto I di Monaco | Carlo III di Monaco                      |                                       |  |  |       |  |  |                                        |  |  |                                         |  |
|                                    | Alberto I di Monaco | Carlo III di Monaco                      |                                       |  |  |       |  |  |                                        |  |  |                                         |  |
|                                    | Alberto I di Monaco | Antoinette de Mérode                     |                                       |  |  |       |  |  |                                        |  |  |                                         |  |
| Luigi II di Monaco                 | Alberto I di Monaco |                                          |                                       |  |  |       |  |  |                                        |  |  |                                         |  |
|                                    |                     | Maria Vittoria Hamilton                  | William Hamilton, XI duca di Hamilton |  |  |       |  |  |                                        |  |  |                                         |  |
|                                    |                     | Maria Vittoria Hamilton                  | William Hamilton, XI duca di Hamilton |  |  |       |  |  |                                        |  |  |                                         |  |
|                                    |                     | Maria Vittoria Hamilton                  | Maria Amelia di Baden                 |  |  |       |  |  |                                        |  |  |                                         |  |
| Charlotte di Monaco                |                     | Maria Vittoria Hamilton                  |                                       |  |  |       |  |  |                                        |  |  |                                         |  |
|                                    |                     | Jacques Henri Louvet                     | Jacques Antoine Louvet                |  |  |       |  |  |                                        |  |  |                                         |  |
|                                    |                     | Jacques Henri Louvet                     | Jacques Antoine Louvet                |  |  |       |  |  |                                        |  |  |                                         |  |
|                                    |                     | Jacques Henri Louvet                     | Marie Catherine Jouanne               |  |  |       |  |  |                                        |  |  |                                         |  |
| Juliette Louvet                    |                     | Jacques Henri Louvet                     |                                       |  |  |       |  |  |                                        |  |  |                                         |  |
|                                    |                     | Josephine Elmire Piedefer                | Pierre Piedefer                       |  |  |       |  |  |                                        |  |  |                                         |  |
|                                    |                     | Josephine Elmire Piedefer                | Pierre Piedefer                       |  |  |       |  |  |                                        |  |  |                                         |  |
|                                    |                     | Josephine Elmire Piedefer                | Marie Anne Brunel                     |  |  |       |  |  |                                        |  |  |                                         |  |
|                                    |                     | Josephine Elmire Piedefer                |                                       |  |  |       |  |  |                                        |  |  |                                         |  |